# 福全街

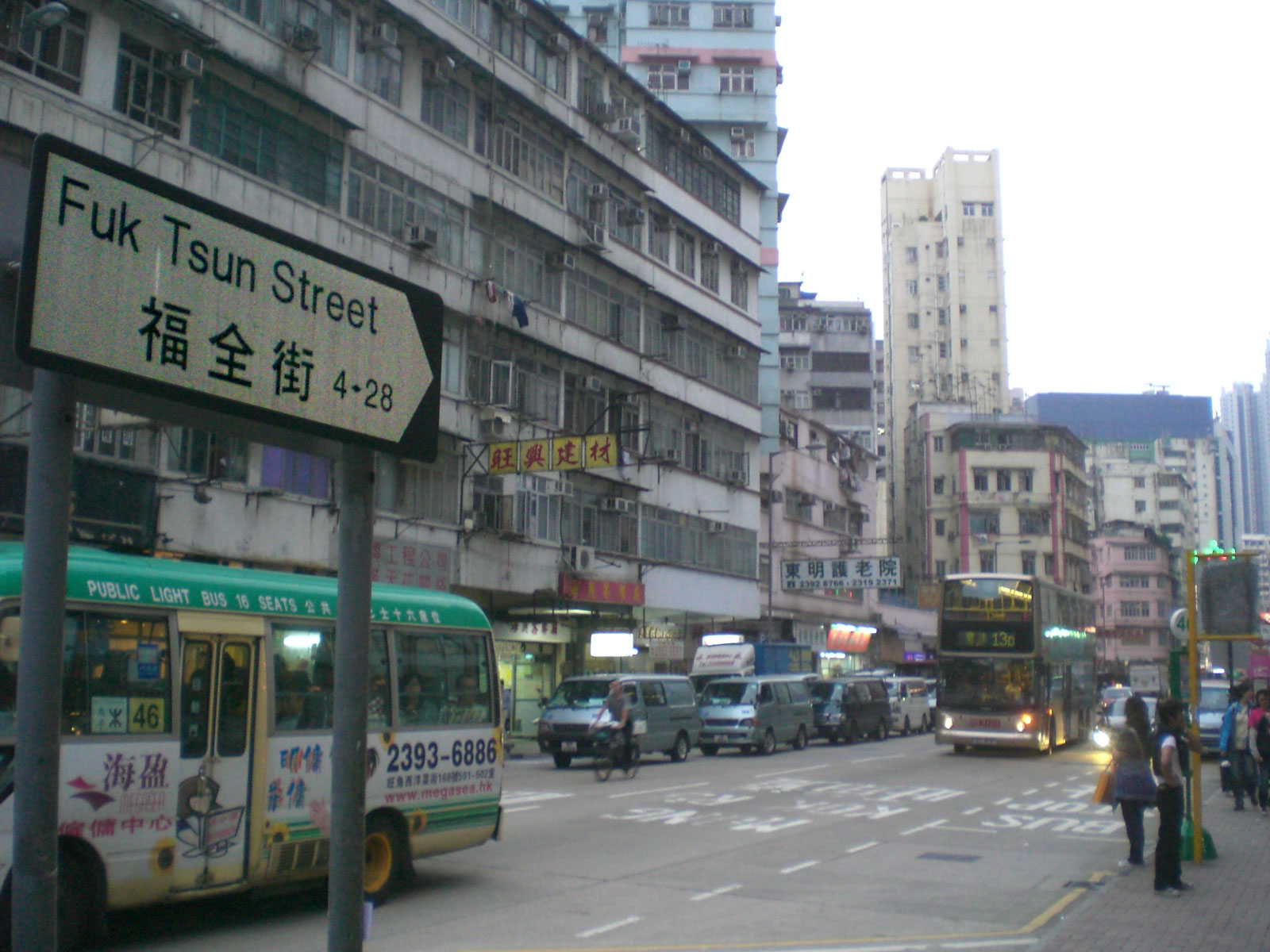
福全街的黃昏

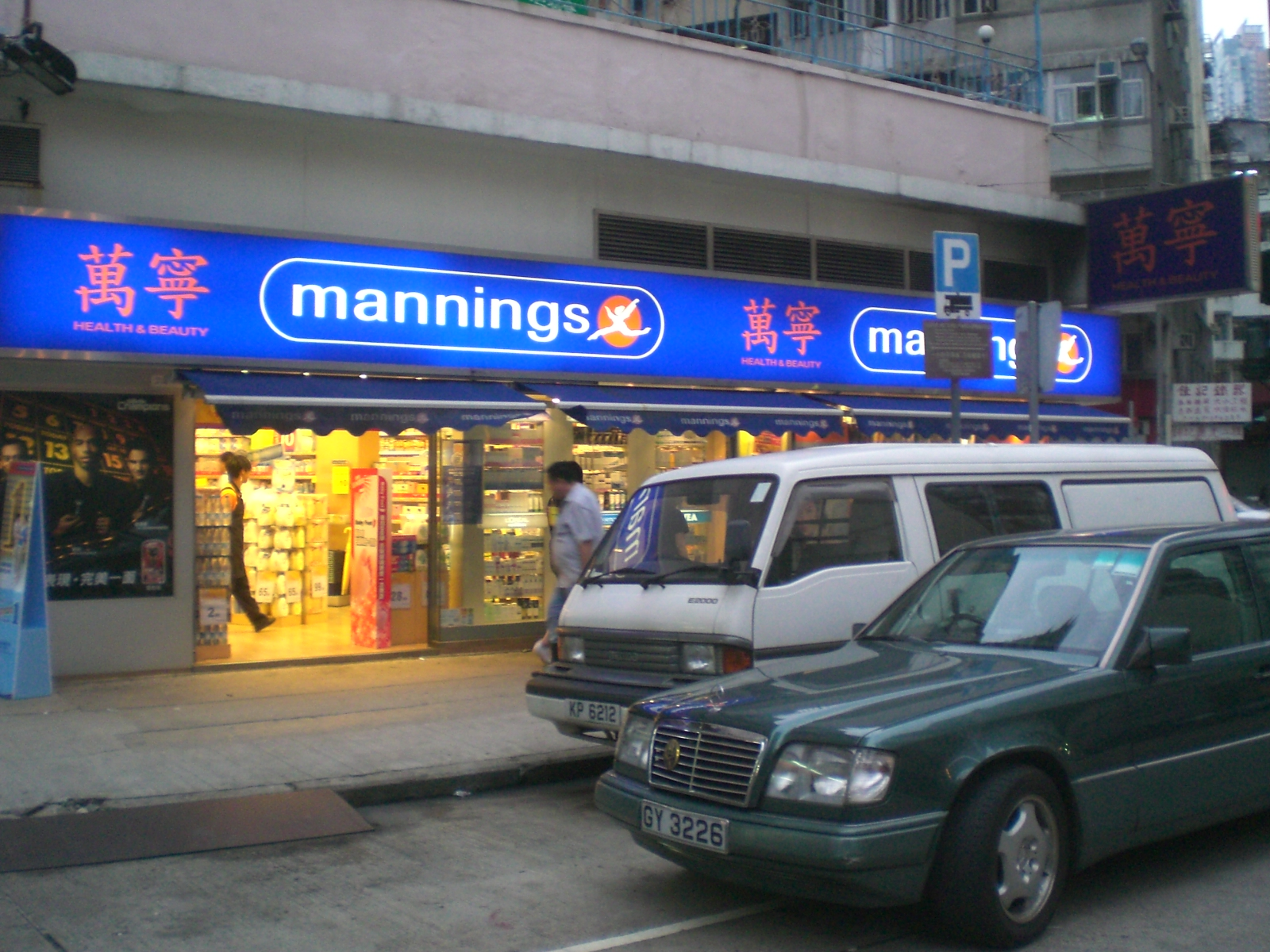
福全街

福全街（英語：Fuk Tsun Street）是一條位於香港九龍大角咀的街道，西接大角咀道，東面與晏架街一同連接塘尾道和旺角道。福全街鄰近的街道都以樹木名稱作命名，例如:
- 槐樹街
- 橡樹街
- 杉樹街
- 櫸樹街
- 榆樹街
- 洋松街
- 松樹街
- 菩提街
- 合桃街
- 楓樹街

## 歷史
福全街因福全鄉得名，原位於現今界限街與大角咀道交界一帶。1860年，清朝政府與英國簽訂《北京條約》，將九龍半島南部一大半割讓給英國。當時深水埗位於邊界其中一個關口的南北面。1892年，政府轅門報公佈將邊界（現今界限街）以南的深水埔村改稱福全鄉，行政上與邊界以北的深水埔村作區分。1911年，福全鄉有華人人口861人。1928年，政府發展大角咀，原為於福全鄉的洪聖廟於1930年亦遷往大角咀新闢的福全街上。

因此街道西端位置剛是九龍殯儀館，故此坊間謠傳此街命名是配合常用輓語「福壽全歸」之意。

## 沿途建築物

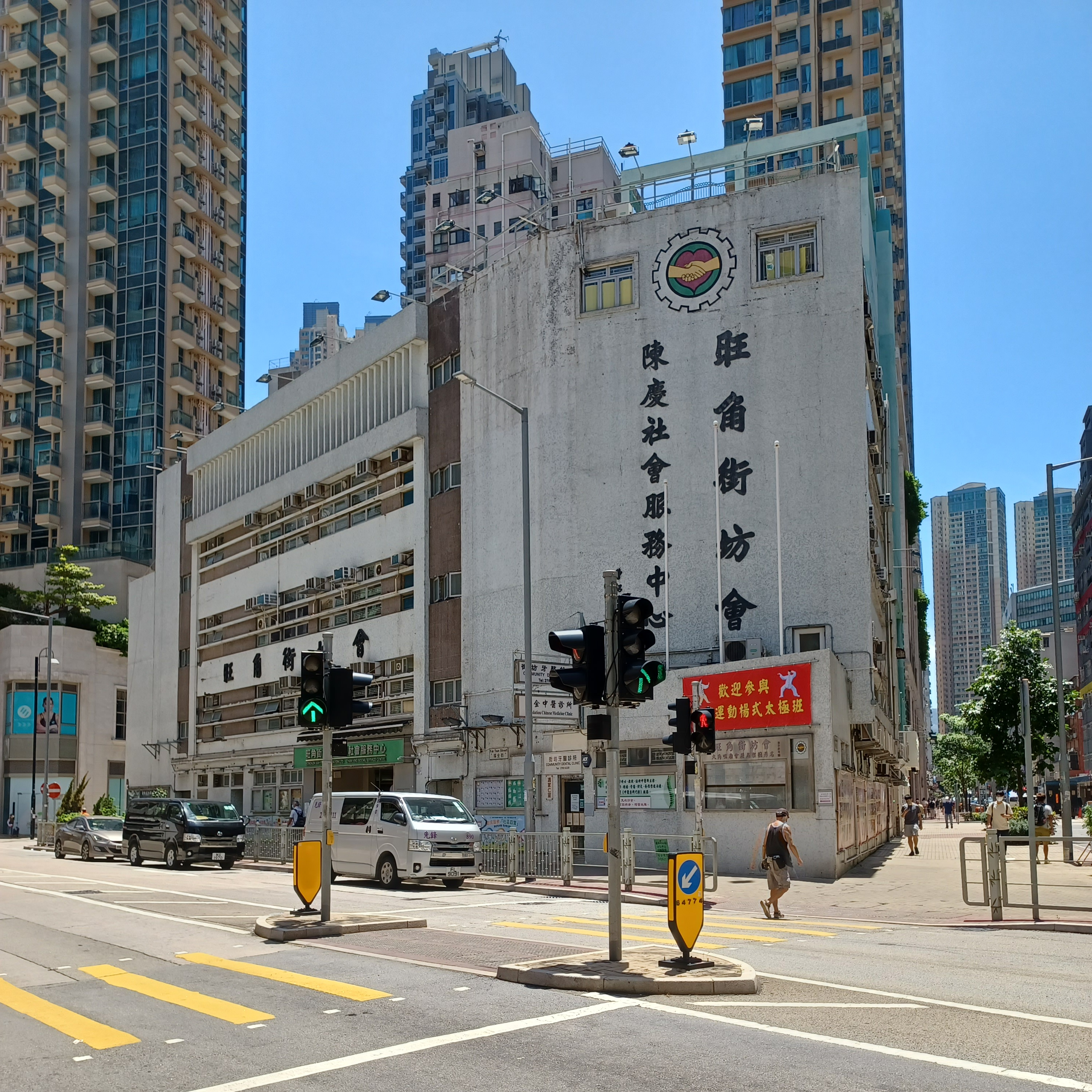
旺角街坊會陳慶社會服務中心

- 大角咀洪聖廟
- 旺角街坊會陳慶社會服務中心
- 大角咀市政大廈

## 交通
- 九巴